# فرنک ساتن
فرنک ساتن (انگلیسی: Frank Sutton؛ ۲۳ اکتبر ۱۹۲۳ – ۲۸ ژوئن ۱۹۷۴) یک هنرپیشه اهل ایالات متحده آمریکا بود.
وی دانش‌آموختهٔ رشتهٔ دراما در دانشگاه کلمبیا بود و در جریان جنگ جهانی دوم، داوطلب خدمت در سپاه تفنگداران دریایی ایالات متحده آمریکا شد، اما به دلیل کوررنگی از نظر پزشکی رد شد. سپس در نیروی زمینی ایالات متحده آمریکا ثبت نام کرد و در جبهه اقیانوس آرام جنگ جهانی دوم خدمت کرد و در ۱۴ عملیات تهاجمی شرکت داشت. ساتون یک گروهبان بود که از سال ۱۹۴۳ تا ۱۹۴۶ در گروهان سیگنال تهاجمی مشترک ۲۹۳ لشکر ۶ پیاده خدمت کرد.

## گزیدهٔ آثار

### سینما
- وسوسه شیطانی (۱۹۶۵)
- مارتی (۱۹۵۵)

### تلویزیون
- گومر پایل، یو.اس.ام.سی. (۱۹۶۹–۱۹۶۴)